# Zānūs
Zānūs (persiska: زانوس) är en ort i Iran.   Den ligger i provinsen Mazandaran, i den norra delen av landet, 70 km norr om huvudstaden Teheran. Zānūs ligger 1 638 meter över havet och antalet invånare är 103.
Terrängen runt Zānūs är bergig söderut, men norrut är den kuperad. Runt Zānūs är det ganska glesbefolkat, med 39 invånare per kvadratkilometer. Närmaste större samhälle är Nīchkūh, 5,9 km sydost om Zānūs. Trakten runt Zānūs består i huvudsak av gräsmarker.